# برج مارپیچ
برج مارپیچ (به انگلیسی: The Spiral) یک آسمان خراش ۶۶ طبقه در هادسن یاردز، منهتن، شهر نیویورک است.
این آسمان خراش دارای ۳۱۴ متر (۱٬۰۳۰ فوت) ارتفاع و ۲۶۵٬۰۰۰ متر مربع (۲٬۸۵۰٬۰۰۰ فوت مربع) مساحت است که در سال ۲۰۲۲ تکمیل شد.
این برج توسط شرکت معماری دانمارکی گروه بیارکه اینگلس طراحی شده‌است.
این برج در خیابان ۳۴ بین بلوار هادسون و خیابان دهم واقع شده‌است. ویژگی متمایز ساختمان این است که هر طبقه دارای باغچه‌هایی در فضای باز است که در اطراف ساختمان مارپیچ می‌شوند.